# 前田恵実
前田 恵実（まえだ えみ、1983年 - ）は、日本の作曲家。大阪府出身。

## 来歴
2002年、神戸山手女子高等学校音楽学科ピアノ専攻卒業。2007年、大阪音楽大学作曲学科卒業。ピアノを、ロバート・マクドナルド、岡原慎也、賀集律子、上野真、芹沢佳司に師事。作曲を、岡田正昭、田島亘、川島素晴に師事。

## 受賞歴
- 2007年 - 第76回日本音楽コンクール 第3位。
- 2008年 - 第30回日本交響楽振興財団作曲賞入選 奨励賞。
- 2009年 - 武生作曲賞。

## 作品
- 『パレットの上で奏でるグラデーション』
- 『混ざらない融合』